# The Babadook
The Babadook es una película y libro de terror australiana de 2014 escrita y dirigida por Jennifer Kent, producida por Causeway Films y protagonizada por Essie Davis y Noah Wiseman, con Daniel Henshall, Hayley McElhinney, Barbara West y Ben Winspear en papeles secundarios. Exhibida durante el Festival de Cine de Sundance de 2014, la película obtuvo críticas generalmente positivas.

## Resumen
Desde que su esposo Oskar falleció mientras la llevaba al hospital a dar a luz, Amelia ha criado a su hijo Samuel sola. A Samuel le interesan los trucos de magia, los cuentos y está obsesionado por fabricar armas caseras para combatir a su monstruo imaginario.
Amelia se ve obligada a retirar a su hijo de la escuela debido a sus constantes problemas de conducta. La actitud de Samuel también complica el incipiente romance que Amelia tiene con Robbie, uno de sus colegas en el asilo donde trabaja. Samuel le pide a su madre que le lea un misterioso libro de cuentos que encontró en su estante, titulado Mister Babadook, el libro cuenta la historia de un monstruo sobrenatural del que nadie puede deshacerse una vez que descubre su existencia. Después de oír el relato, Samuel se convence de que Babadook es el monstruo que lo acecha, a él y a su madre.
Amelia atribuye los extraños acontecimientos que ocurren en la casa a la imaginación de su hijo, aunque Samuel insiste en que Babadook es real. Alterada por el cuento, Amelia despedaza el libro y lo lanza a la basura fuera de la casa. Durante la fiesta de cumpleaños de su prima Ruby, Samuel empuja a Ruby fuera de la casa del árbol y accidentalmente le rompe su nariz, luego de que ella se burlara de él por no tener un padre y por negarse a creer en Babadook. Mientras tanto, la hermana de Amelia, Claire, admite que no soporta estar cerca de Samuel y sospecha que Amelia siente lo mismo. Sam experimenta una crisis epiléptica después de ver al monstruo. Amelia convence a un médico de suministrarle sedantes para que Samuel y ella puedan dormir y descansar. Amelia oye que tocan a la puerta y al abrirla encuentra el libro de Babadook completamente reparado a sus pies. Ella lee un pasaje sobre cómo el monstruo se vuelve más fuerte cada vez que alguien niega su existencia y ve ilustraciones de ella estrangulando a Samuel. Después de eso, Amelia quema el libro en la parrilla de su patio.
Luego de una extraña llamada telefónica, Amelia acude a la policía para denunciar a un acosador, pero se da cuenta de que lo que habla parecen delirios, pues justo en el momento en que se le pregunta por el libro como evidencia, Amelia se da cuenta de que los agentes pueden ver tiza en sus manos, indicando que ella misma lo reconstruyó. Prue y Warren, del departamento de Servicios Comunitarios, van a la casa de Amelia a inspeccionar la vida hogareña de Samuel. Amelia cree ver a Babadook acosando a su vecina, la anciana Sra. Roach. Mientras más eventos y visiones inexplicables ocurren, Amelia gradualmente cree que Babadook está acechándola a ella y a su hijo y que poco a poco la está poseyendo.
Una noche, Amelia tiene una visión con su marido ya muerto, quien le promete volver con ella sólo si le lleva al niño. Después, el Babadook se revela ante ella y la posee. Con su mente inestable, Amelia muestra señales de querer dañar a Samuel. Después de asesinar al perro, persigue a su hijo; Samuel la apuñala en la pierna y la lleva al sótano, donde la sujeta con unas cuerdas entre todas las pertenencias de Oskar. Amelia tose y vomita una sustancia negra y luego escapa. Una fuerza invisible empuja a Samuel a través del dormitorio de Amelia. Babadook aparece fundido en las sombras de la habitación y Amelia lo amenaza para que no le haga daño a su hijo, ante ello el monstruo colapsa y su espíritu se retira hacia el sótano.
Poco tiempo después, Samuel y Amelia recolectan gusanos en el patio trasero. Amelia desbloquea la puerta del sótano e ingresa con un recipiente con gusanos para que Babadook se alimente. Después de la experiencia, Amelia acepta y comprende mejor las actitudes de su hijo, quien finalmente es muy parecido a su fallecido padre. La película termina cuando Amelia organiza la primera fiesta de cumpleaños de Samuel.